# Empidideicus basutoensis
Empidideicus basutoensis är en tvåvingeart som beskrevs av Hesse 1967. Empidideicus basutoensis ingår i släktet Empidideicus och familjen svävflugor.
Artens utbredningsområde är Lesotho. Inga underarter finns listade i Catalogue of Life.